# Silvia, celosa
Silvia, celosa es el capítulo trigésimo tercero de la segunda temporada de la serie de televisión argentina Mujeres asesinas. Este episodio se estrenó el día 21 de noviembre de 2006.
Este episodio fue protagonizado por Emilia Mazer, en el papel de asesina. Coprotagonizado por Gabriel Goity y Vanesa González.  Y la participación de Nicolás Goldschmidt.

## Desarrollo

### Trama
Silvia (Emilia Mazer) es una mujer de clase media, que vive con su hija adolescente Carolina (Vanesa González). Ella está despechada porque el padre de su hija las abandonó, pero un día llega a visitarla Luis (Gabriel Goity), recién salido de la cárcel, un exnovio de Silvia. Éste la convence de quedarse a vivir con ellas; Silvia, desesperada por tener a alguien a su lado, le dice que sí. Pero a todo esto, Carolina, la hija de Silvia, no está de acuerdo en absoluto, pero no le queda otra que aceptar. Una noche, Luis se acerca a la habitación de Carolina, y mientras la mira intenta masturbarse. Al día siguiente Carolina preocupada, junto con su novio, buscan en Internet el por qué Luis estuvo preso, y si bien no está segura, ella afirma por rumores que escuchó, que Luis es un presunto violador. Todo esto se lo cuenta a Silvia y esta no le cree, e incluso termina pegándole por "mentir". Pero de todas formas se lo comenta a Luis. Éste enojado, va en busca de Carolina y abusa de ella sexualmente. Carolina insiste en contárselo a Silvia, pero esta nuevamente, no le cree nada. Una noche Luis sale de la cama en busca de Carolina, Silvia se da cuenta y lo sigue. Cuando lo encuentra, ve que él está violando a Carolina, pero solo ver a su "hombre" entre los brazos de otra hace que de un ataque de celos mate a su propia hija. La entierran juntos. Días después, el novio de Carolina hace la denuncia por la desaparición de su novia, y la policía va en busca de Luis, que había estado preso por violador, y se lo llevan. Finalmente él termina declarando y cuenta toda la verdad. Ahí Silvia se da cuenta de la verdadera realidad, su hija no le mentía.

### Condena
Silvia fue condenada a reclusión perpetua. La defensa alegó emoción violenta en el asesinato de Carolina. Luis se suicidó en prisión. Silvia aún hoy asegura que los celos la enceguecieron cuando vio a su hombre con otra mujer.

## Elenco
- Emilia Mazer
- Vanesa González
- Nicolás Goldschmidt
- Gabriel Goity